# Весоловский, Станислав Адольфович
Станислав Адольфович Весоловский (1870—1943) — польский общественный и политический деятель.

## Биография
Поляк, римско-католического вероисповедания, дворянин. По окончании Варшавского реального училища и Варшавской духовной семинарии (1892) служил викарием в приходах Царства Польского. В 1900 назначен настоятелем прихода Седлец Ленчицкого уезда Калишской губернии; в связи с избранием в ГД отказался от своего прихода. Ксендз.
Находясь в семинарии, был связан с национальным движением. Один из создателей нелегальной национально-католической организации «Collegium Secretum», главной целью которой была помощь униатам, преследовавшимися российскими властями. Инициировал среди духовенства акцию протеста против оглашения манифеста на верность императору Николаю II в костелах на русском языке.
Вел большую просветительскую работу. Организовал сельскохозяйственные кружки и кооперативы, народные библиотеки, отделения школьной матицы. Входил в национальную организацию «Освята» («Просвещение»), создал в Седлеце организацию Польской школы «Матица» («Отчизна»; член Главного правления). Сотрудничал в «Польской иллюстрированной энциклопедии» и газете «Сельская хроника». Вступил в Национальную лигу (1903). В период революционных событий избран в президиум съезда духовенства в Варшаве, который принял решение добиваться введения в Царстве Польском автономии и исключения из католической церковной службы русского языка (1905). Один из создателей организации Национального рабочего союза в Лодзи (1905).
6.2.1907 избран во 2-ю Государственную думу от общего состава выборщиков Калишского губернского избирательного собрания. Входил в Польское коло. Член комиссий: по запросам, о свободе совести. Активного участия в работе Думы не принимал.
После роспуска Думы преподавал в варшавских школах и на педагогических курсах для учителей. В годы 1-й мировой войны активно участвовал в политической жизни. Был связан с Ю. Пилсудским. В независимой Польше отошёл от политической деятельности. С 1921 г. на пенсии. Награждён Крестом Независимости (1931).